# Dècada del 1900

## Esdeveniments
- 1905: Revolució a Rússia.
- Einstein formula la teoria de la relativitat.
- Picasso acaba Les senyoretes del carrer d'Avinyó.
- Joseph Conrad publica El cor de les tenebres

## Personatges destacats
- Reina Victòria I del Regne Unit
- Papa Lleó XIII
- Antoni Maura
- Theodore Roosevelt
- Manuel de Falla
- Sigmund Freud
- Rudyard Kipling
- Giacomo Puccini
- Ígor Stravinski
- Maurice Ravel
- Gustav Mahler
- Enric Granados
- Claude Debussy
- Joséphine Baker